# Lego Ninjago Filmen
LEGO Ninjago Filmen (The Lego Ninjago Movie) er en dansk-amerikansk computeranimeret action-komediefilm fra 2017 produceret af Warner Animation Group. 
Filmen er instrueret af Charlie Bean, Paul Fisher og Bob Logan efter manuskript af Logan, Fisher, William Wheeler, Tom Wheeler, Jared Stern og John Whittington. Filmens stemmer er indtalt af blandt andet Dave Franco, Justin Theroux, Fred Armisen, Abbi Jacobson, Olivia Munn, Kumail Nanjiani, Michael Peña, Zach Woods og Jackie Chan. Historien handler om en teeanage-ninja der forsøger at acceptere sandheden om sin ondskabsfulde far, alt imens en ny trussel truer hans hjemland.
Filmen er den tredje film i spillefilmslængde, der er baseret på legetøjet Lego, efter LEGO Filmen (2014) og The Lego Batman Movie (2017). Filmen er den første i rækken, der er baseret på et originalt Legotema, Lego Ninjago. Filmen havde premiere i Regency Village Theater i Los Angeles 16. september 2017.
I forbindelse med filmen blev der også udgivet en række byggesæt inspireret af filmen.